# ディーエルのハミルトン男爵
ディーエルのハミルトン男爵（ディーエルのハミルトンだんしゃく、英: Baron Hamilton of Dalzell）は、イギリスの貴族、男爵、連合王国貴族爵位。自由党の政治家ジョン・ハミルトンが1886年に叙位されたことに始まる。領地指定部分の『Dalzell』は、「ディーエル（Dee-el、[diːɛl]）」と発音する。

## 歴史

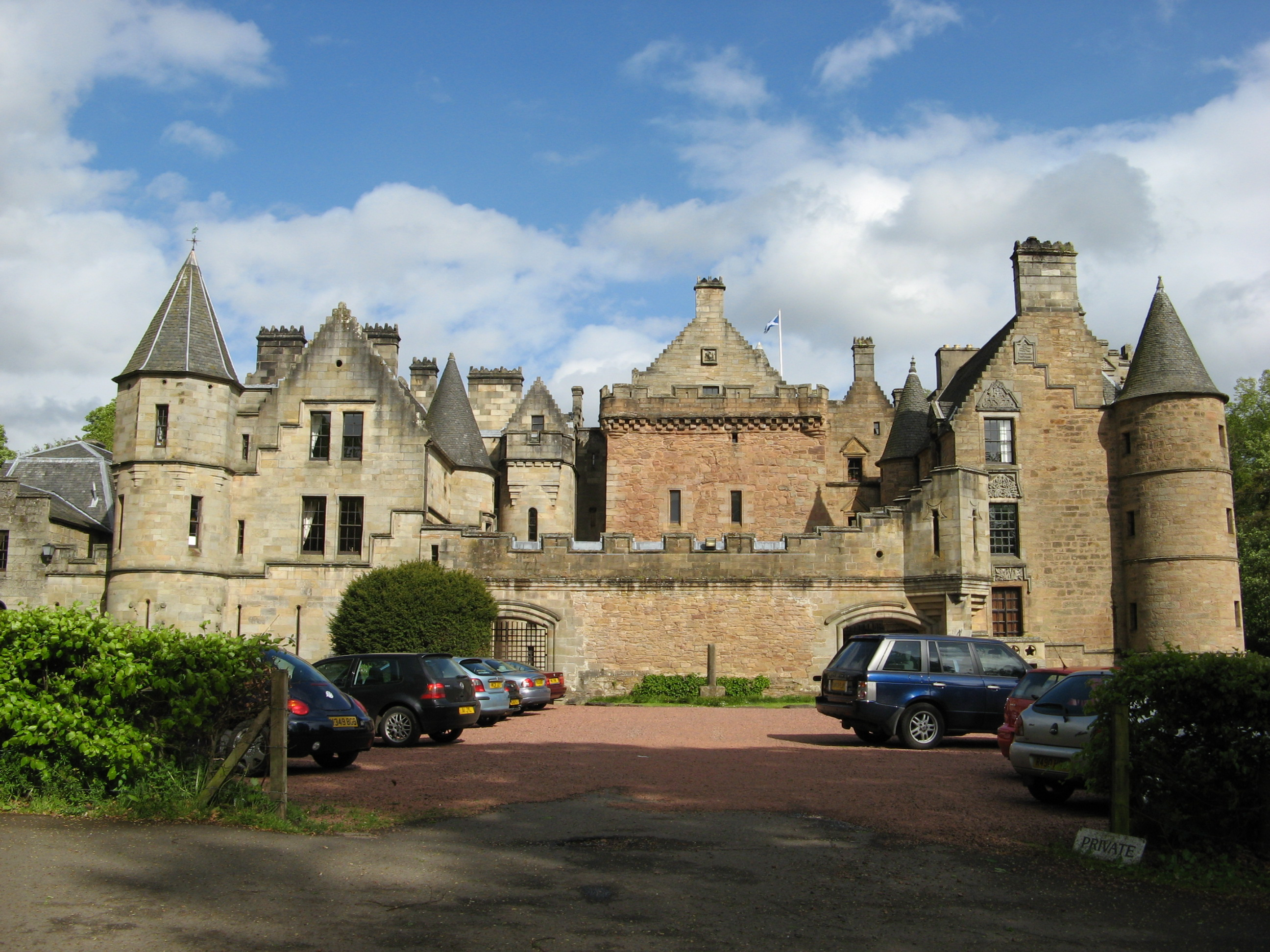
男爵家の旧邸宅ディーエル・ハウス。現在は男爵家の手を離れている。

ハミルトン家はハミルトン氏族のなかでも、1468年以来ノース・ラナークシャーのオービストン村に地所を擁してきた一族であった。
その末裔のジョン・ハミルトン(1829-1900)は侍従たる議員を務めた自由党の政治家であった。彼は1886年8月14日に連合王国貴族として「ラナーク州ディーエルにおけるディーエルのハミルトン男爵(Baron Hamilton of Dalzell, of Dalzell in the County of Lanark)」に叙されて、男爵家を興した。
その子の2代男爵ギャヴィン(1872-1952)は陸軍軍人として活動したのち政界に転じて、父と同じく侍従たる議員を務めている。彼は競馬に強い関心を寄せて英国競馬界にトート・システムを導入した人物でもあり、英国王室主催のロイヤルアスコット開催を取り仕切るアスコットにおける国王陛下名代に任じられている。彼には子がなかったため、爵位は甥のジョン(3代男爵、1911-1990)が継承し、この系統で現在に至っている。
3代男爵の孫にあたる5代男爵ギャヴィン(1968-)が男爵家の現当主である。
なお、男爵家のヤンガーソンであるアーチー・ハミルトン(1941-)は保守党の政治家として活動し、自身も2005年に「デヴォン州アンスティーにおけるエプソムのハミルトン男爵(Baron Hamilton of Epsom, of West Anstey in the County of Devon)」の一代貴族爵位を授けられている。
一族のかつての邸宅ディーエル・ハウスは首相ウィリアム・グラッドストンが滞在し、当時のプリンス・オブ・ウェールズ（のちの英国王エドワード7世）が訪れた歴史を持つカントリー・ハウスであった。
男爵家の紋章に刻まれるモットーは『誰が抗うというのか？(Quis Occursabit)』。

## ディーエルのハミルトン男爵（1886年）
- 初代ディーエルのハミルトン男爵ジョン・グレンケアン・カーター・ハミルトン（英語版） (1829–1900)
- 第2代ディーエルのハミルトン男爵ギャヴィン・ジョージ・ハミルトン (1872–1952)
- 第3代ディーエルのハミルトン男爵ジョン・デンニン・ハミルトン（英語版） (1911–1990)
- 第4代ディーエルのハミルトン男爵ジェームズ・レズリー・ハミルトン（英語版） (1938–2006)
- 第5代ディーエルのハミルトン男爵ギャヴィン・ゴールバーン・ハミルトン (1968 - )

爵位の法定推定相続人は、現当主の息子であるフランシス・ハミルトン閣下(2009-)。